# Inger Stevens
Pour les articles homonymes, voir Stevens.

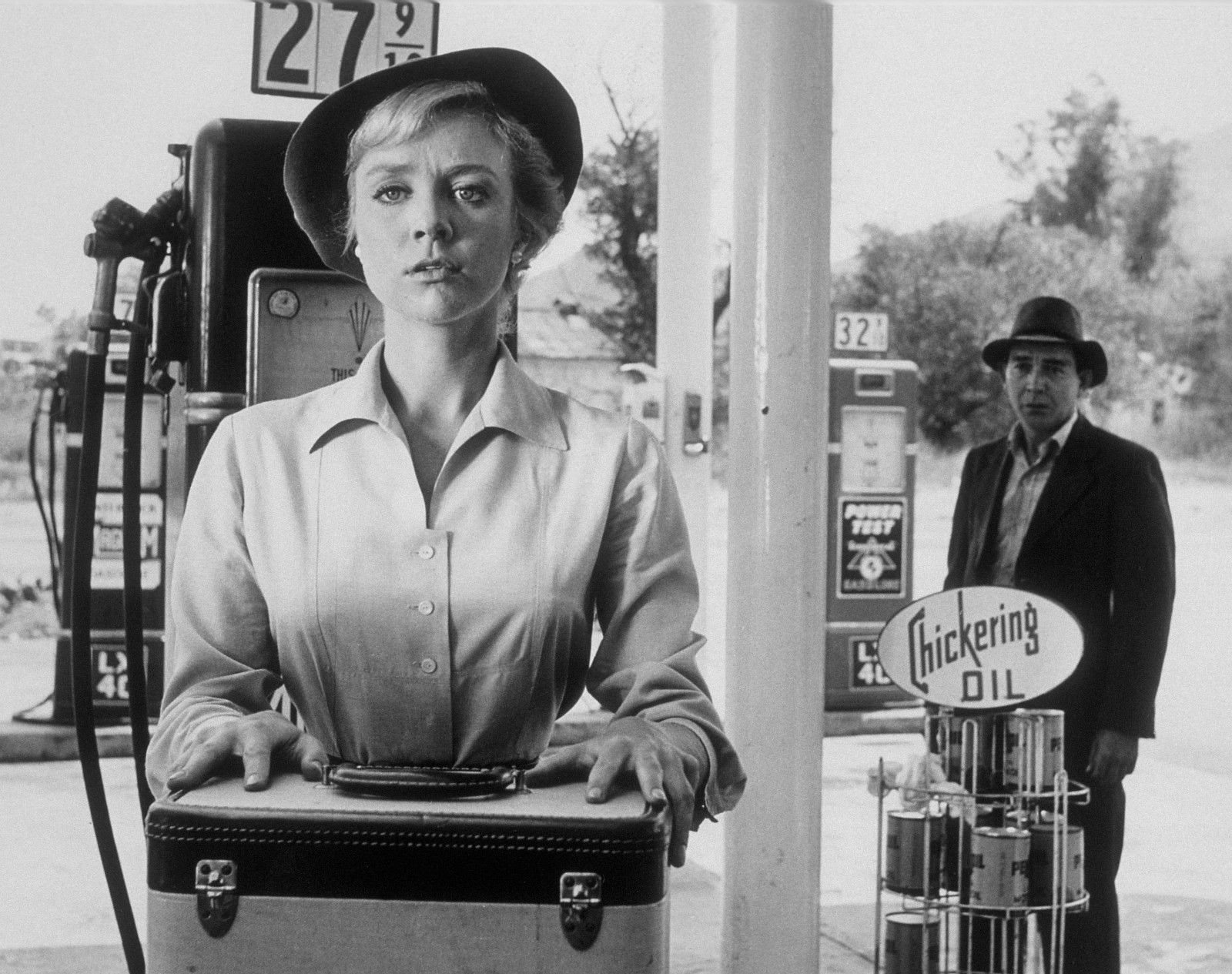
Dans La Quatrième Dimension, saison 1, épisode 16 : L'Auto-stoppeur (1960). Inger Stevens (Nan Adams) et Leonard Strong (l'auto-stoppeur).

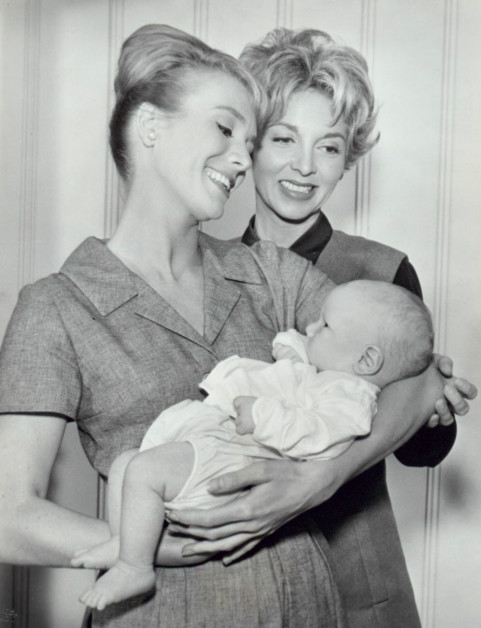
Avec Beverly Garland (à d.) en 1963, dans la série The Farmer's Daughter.

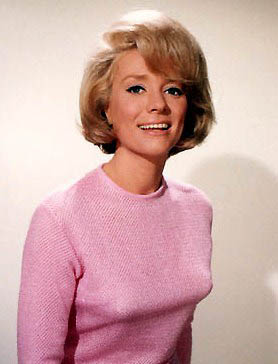
Dans Petit guide pour mari volage (1967) : photo promotionnelle.

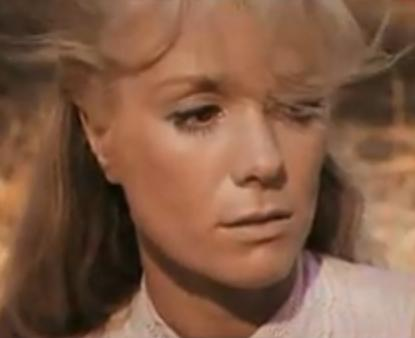
Dans la bande-annonce de Pendez-les haut et court (1968).

Inger Stevens est une actrice américaine d'origine suédoise, née Ingeborg Stensland le 18 octobre 1934 à Stockholm (Suède) et morte le 30 avril 1970 à Hollywood (Californie, États-Unis).

## Biographie
Après avoir été abandonnée par sa mère, Lisbet Stensland, à l'âge de six ans, Inger Stevens s'installe à dix ans aux États-Unis avec son père, Per Gustaf Stensland, et la nouvelle épouse américaine de ce dernier. Inger Stevens déménage dans la ville de Manhattan (Kansas) et poursuit ses études à la Manhattan High School (en). Elle débute en 1954 à la télévision, où elle participe à des séries et à quatre téléfilms, jusqu'en 1970, année de sa mort. Elle est connue, en particulier, pour son rôle de Katy Holstrum, dans les cent-un épisodes de The Farmer's Daughter (en) (1963-1966), grâce auquel elle gagne un Golden Globe Award en 1964 lors de la 21e cérémonie des Golden Globes, ainsi que celui de Nan Adams en 1960 dans La Quatrième Dimension (The Twilight Zone), lors de l'épisode 16 : L'Auto-stoppeur (The Hitch-Hiker) de la saison 1, endossant le personnage d'une jeune femme qui ignore qu'elle est en réalité déjà morte.
Au cinéma, elle apparaît dans treize films américains, de 1957 à 1969. Mentionnons Le Monde, la Chair et le Diable (1959), aux côtés d'Harry Belafonte et Mel Ferrer, ainsi que Pendez-les haut et court (1968), avec Clint Eastwood.
Au théâtre, où elle débute également en 1954, Inger Stevens joue dans trois pièces à Broadway (New York), entre 1956 et 1963 (sa dernière prestation sur les planches).

## Mort
Durant la matinée du 30 avril 1970, une amie, Lola McNalley (1921-2001), trouve Inger Stevens couchée dans sa cuisine, face contre terre et consciente mais incapable de parler, ayant pris une surdose de Tedral (une combinaison de théophylline, d'éphédrine, et de phénobarbital couramment prescrite lors d'un traitement contre les difficultés respiratoires telles que l'asthme, l'emphysème et la bronchite) mélangé à de l'alcool. Inger Stevens meurt dans l'ambulance durant son transfert à l'hôpital. Les circonstances de ce décès restent obscures : accident de traitement thérapeutique ou suicide, l'actrice ayant déjà essayé d'attenter à ses jours en 1959, lorsque sa relation avec Bing Crosby avait pris fin.
 
Après son autopsie, le médecin légiste Thomas Noguchi conclut à un suicide. Le corps d'Inger Stevens est incinéré et ses cendres sont dispersées dans l'Océan Pacifique.

## Filmographie

### Cinéma
- 1957 : Man on Fire de Ranald MacDougall : Nina Wylie
- 1958 : Cri de terreur (Cry Terror !) d'Andrew L. Stone : Joan Molner
- 1958 : Les Boucaniers (The Buccaneer) d'Anthony Quinn : Annette Claiborne
- 1959 : Le Monde, la Chair et le Diable (The World, the Flesh and the Devil) de Ranald MacDougall : Sarah Crandall
- 1964 : Les Nouveaux Internes (The New Interns) de John Rich : Nancy Terman
- 1967 : Petit guide pour mari volage (A Guide for the Married Man) de Gene Kelly : Ruth Manning
- 1967 : La Poursuite des tuniques bleues (A Time for Killing) de Phil Karlson : Emmily Biddle
- 1968 : Pendez-les haut et court (Hang 'Em High) de Ted Post : Rachel Warren
- 1968 : Un cri dans l'ombre (House of Cards) de John Guillermin : Anne de Villemont
- 1968 : Les Cinq Hors-la-loi (Firecreek) de Vincent McEveety : Evelyn Pittman
- 1968 : Police sur la ville (Madigan) de Don Siegel : Julia Madigan
- 1968 : Cinq cartes à abattre (Five Card Stud) d'Henry Hathaway : Lily Langford
- 1969 : A Dream of Kings de Daniel Mann : Anna

### Télévision
- 1954 : Mister Peepers (Série TV) : Tracey Brown
- 1954-1955 : Studio One (Série TV) : Sue Ellen / Mary / Lucy Henderson
- 1956 : Crusader (Série TV) : Alicia
- 1956 : Conflict (Série TV) : Lady Arabella
- 1956 : On Trial (Série TV) : Ruth
- 1956 : The Millionaire (Série TV) : Betty Perkins
- 1956 et 1959 : Playhouse 90 (Série TV) : Johanna / Gail Lucas
- 1956 : Crunch and Des (Série TV) : L'actrice
- 1957 : Alfred Hitchcock présente (Alfred Hitchcock presents)  (Série TV) : Laura Ross
- 1957 : Climax! (Série TV) : Marge
- 1959 : Bonanza (Série TV) : Emily Pennington
- 1960 : Moment of Fear (Série TV) : Nancy Derringer
- 1960 : Échec et mat (Checkmate) (Série TV) : Betty Lyons
- 1960 : Hong Kong (Série TV) : Joan Blakely
- 1960 : La Quatrième Dimension (The Twilight Zone) (Série TV), saison 1, épisode 16 : L'Auto-stoppeur (The Hitch-Hiker) : Nan Adams. Saison 2, épisode 8 : Les Robots du docteur Loren (The Lateness of the Hour) : Jana Loren
- 1960-1961 : Route 66 (Série TV) : Wendy / Julia Brack
- 1961 : Ombres sur le soleil (Follow the Sun) (Série TV) : Abby Ellis / Lisa Mannheim
- 1961 : Aventures dans les îles (Adventures in Paradise) (Série TV) : Dr. Britta Sjostrom
- 1961 : The Aquanauts (Série TV) : Margot Allison
- 1961 : The Detectives (Série TV) : Thea
- 1962 : Sam Benedict (Série TV) : Theresa Stone
- 1962 : The Eleventh Hour (en) (Série TV) : Christine Warren
- 1963 : The Nurses (Série TV) : Clarissa Robin
- 1963 : Empire (Série TV) : Ellen Thompson
- 1963 : Suspicion (The Alfred Hitchcock Hour) (Série tV) : Karen Wilson
- 1963-1966 : The Farmer's Daughter (Série TV) : Katy Holstrum / Katy Morley / Ann Carpenter
- 1965 : Inger Stevens in Sweden, documentaire de Don Taylor : Elle-même
- 1967 : FBI contre Borgia (The Borgia Stick) de David Lowell Rich (Téléfilm) : Eve Harrison
- 1970 : Run, Simon, Run de George McCowan (Téléfilm) : Carroll Rennard
- 1970 : Le Masque de Sheba (The Mask of Sheba) de David Lowell Rich (Téléfilm) : Sarah Kramer
- 1970 : The Most Deadly Game (Série TV) : Vanessa Smith

## Théâtre (sélection)
Pièces jouées à Broadway
- 1956 : Debut de Mary Drayton, d'après le roman Maria and the Captain d'Isabel Dunn, avec Tom Helmore
- 1960 : Roman Candle de Sidney Sheldon, avec Lloyd Gough
- 1962-1963 : Mary, Mary de Jean Kerr, décors d'Oliver Smith, costumes de Theoni V. Aldredge (en remplacement de Barbara Bel Geddes, créatrice de la pièce en 1961, aux côtés de Barry Nelson, Michael Rennie, John Cromwell)

## Récompense
Golden Globe de la meilleure actrice dans une série télévisée en 1964 (21e cérémonie des Golden Globe Awards), pour The Farmer's Daughter.